# Freddie Mac
A Federal Home Loan Mortgage Corporation (FHLMC), conhecida como Freddie Mac, é uma empresa garantida pelo governo dos Estados Unidos (government sponsored enterprise - GSE), autorizada a fornecer empréstimos e garantias. Foi criada em 1970 para expandir o mercado secundário de hipotecas no país. Seu apelido Freddie Mac é uma criação fonética, feita a partir da sigla da empresa.
Freddie Mac compra hipotecas no mercado de créditos hipotecários de primeira mão, as quais reúne e revende a investidores no mercado mundial.